# Heinrich Dittmers

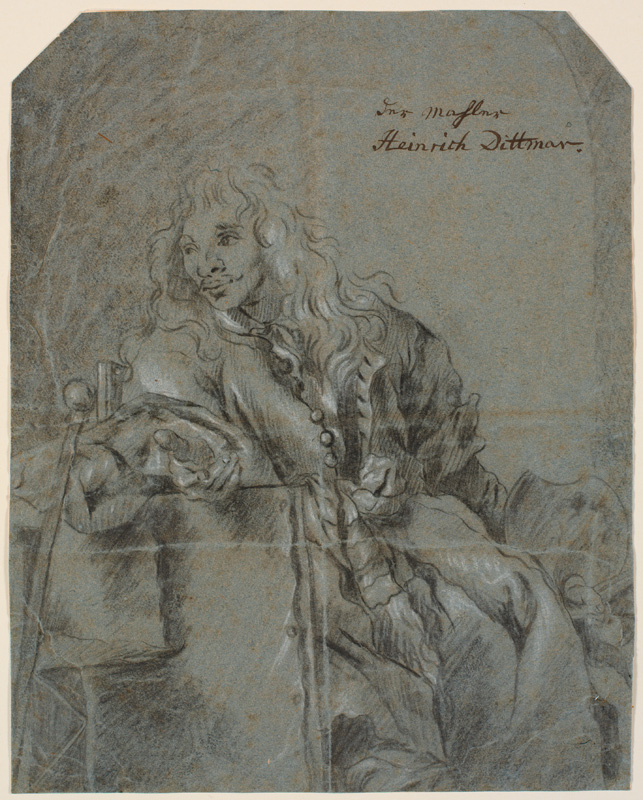
Dittmers zugeschriebenes Selbstporträt

Heinrich Dittmers (vermutlich * 1625 in Hamburg; † 1677 in Kopenhagen), auch Henderick Dittmars genannt, war ein deutsch-dänischer Maler und Kupferstecher, der zu Lebzeiten als dänischer Hofmaler wirkte.

## Leben
Heinrich Dittmers stammte vermutlich aus einer Hamburger Künstlerfamilie. Zeitgleich mit ihm tritt sein möglicher Bruder Gert Dittmers in Erscheinung, der mit Heinrich in Dänemark zusammenarbeitete und im Raum Hamburg eigene Werke schuf.
Zur Vervollständigung seiner Ausbildung unternahm Heinrich Dittmers vermutlich Reisen nach Italien und Holland, wodurch er die bedeutenden Zentren der Malerei seiner Zeit kennenlernte. Etwa 1665 ging er nach Dänemark und arbeitete dort am dänischen Königshof als Historien- („Schilderer“) und Porträtmaler („Contrefeyer“). Er fertigte auch Werke für den Adel und das Kopenhagener Bürgertum. Am 9. Dezember 1674 wurde er offiziell zum Hofmaler bestellt.
Heinrich Dittmers Todestag ist nicht bekannt, er wurde am 19. Mai 1677 in Kopenhagen begraben.

## Werk
Dittmers Porträts werden als kräftig, realistisch und eher kühl in der Farbauswahl charakterisiert. Sie zeigen deutliche Einflüsse aus der niederländischen Malerei seiner Zeit und werden häufig mit dem Stil Abraham Wuchters, der zur Zeit Dittmers ebenfalls in Dänemark tätig war, verglichen.
1665 entstand Eneboeren i sin Hule (Eremit in seiner Höhle; ein Porträt des Volkskünstlers Abraham Simon, heute im Statens Museum for Kunst), fünf Jahre später das große Bild Frederik III på paradeseng (Frederik III. auf dem Totenbett) für die Kapelle von Frederik III. im Dom zu Roskilde.
Es befindet sich eine nicht unerhebliche Zahl seiner Bilder in Dänemark. Eine ganze Reihe zeigt das Dänische Nationalhistorische Museum im Schloss Frederiksborg, weitere hängen in den Schlössern Rosenborg,  Rosenholm und Gavnø. Das ihm zugeschriebene Selbstporträt befindet sich heute in der Kupferstichsammlung des Statens Museum for Kunst in Kopenhagen.
Außerhalb Dänemarks hängt das Bild Hyrdernes Tilbedelse (Die Anbetung der Hirten) in der Hamburger Kunsthalle und ein männliches Porträt im Mauritshuis in Den Haag.
Es sind zwei Porträts bekannt, die Dittmers in Mezzotinto-Technik ausführte, eines davon zeigt den dänischen König Christian V.
Einige von Dittmars Werken wurden im Kupferstich von Johan Martin Preisler und anderen ausgeführt.